# Alibag
Alibag o Alibaug (marathi:अलिबाग) és una ciutat i consell municipal a Maharashtra, capital del districte de Raigad (abans districte de Kolaba) a la regió del Konkan, Índia. Està situada a 18° 38′ 29″ N, 72° 52′ 20″ E / 18.64139°N,72.87222°E. Segons el cens del 2001 la població era de 19.491 habitants.

## Història
Alibag fou desenvolupada per Kanhoji Angria, cap militar naval de Sivaji. Vegeu Kolaba

## Turisme
És una zona ben dotada de platges entre les quals:
- Platja d'Alibag
- Platja de Varsoli a 1 km, prop d'una base naval
- Platja d'Akshi a 5 km
- Platja de Nagaon a uns 7 km
- Platja de Kihim Beach a uns 12 km amb papallones, ocells i plantes pocs habituals
- Platja d'Awas a 16 km
- Platja de Saswane a 18 km
- Platja de Rewas a 24 km
- Platja de Chaul Revdanda a 17 km
- Platja de Mandawa a 20 km al nord amb enllaç per ferri a Bombai

## Galeria

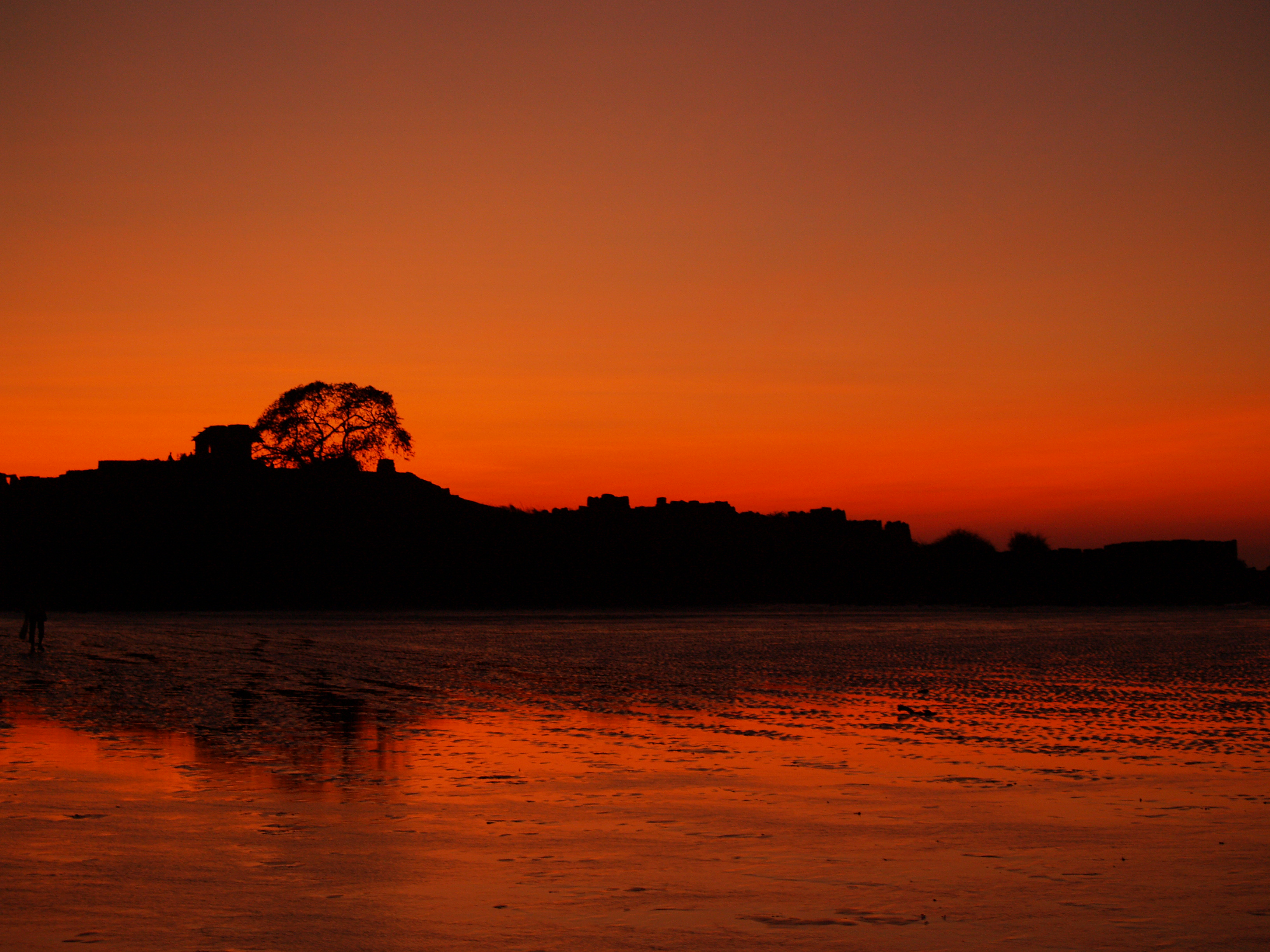
Capvespre a Alibag
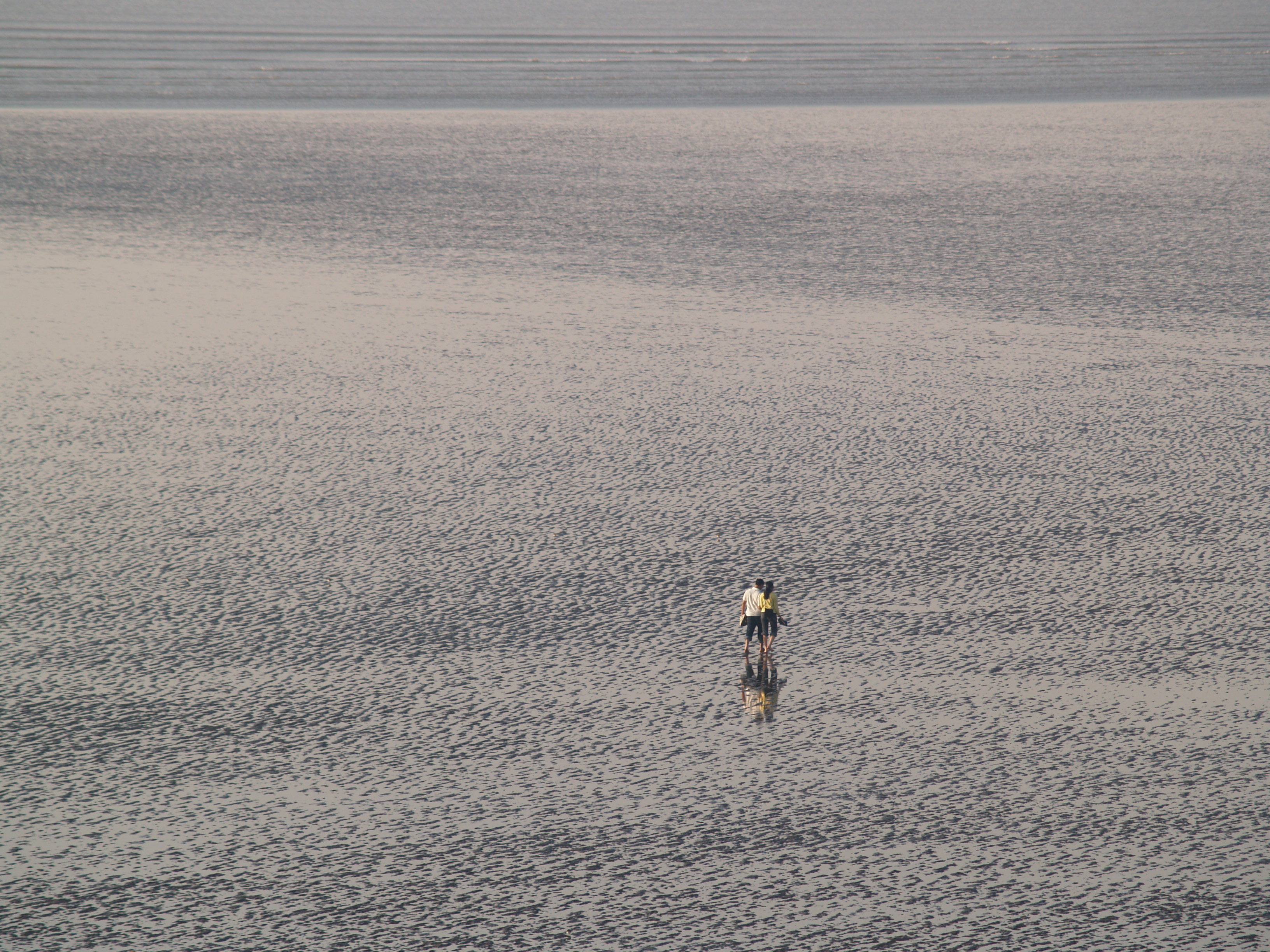
Fort
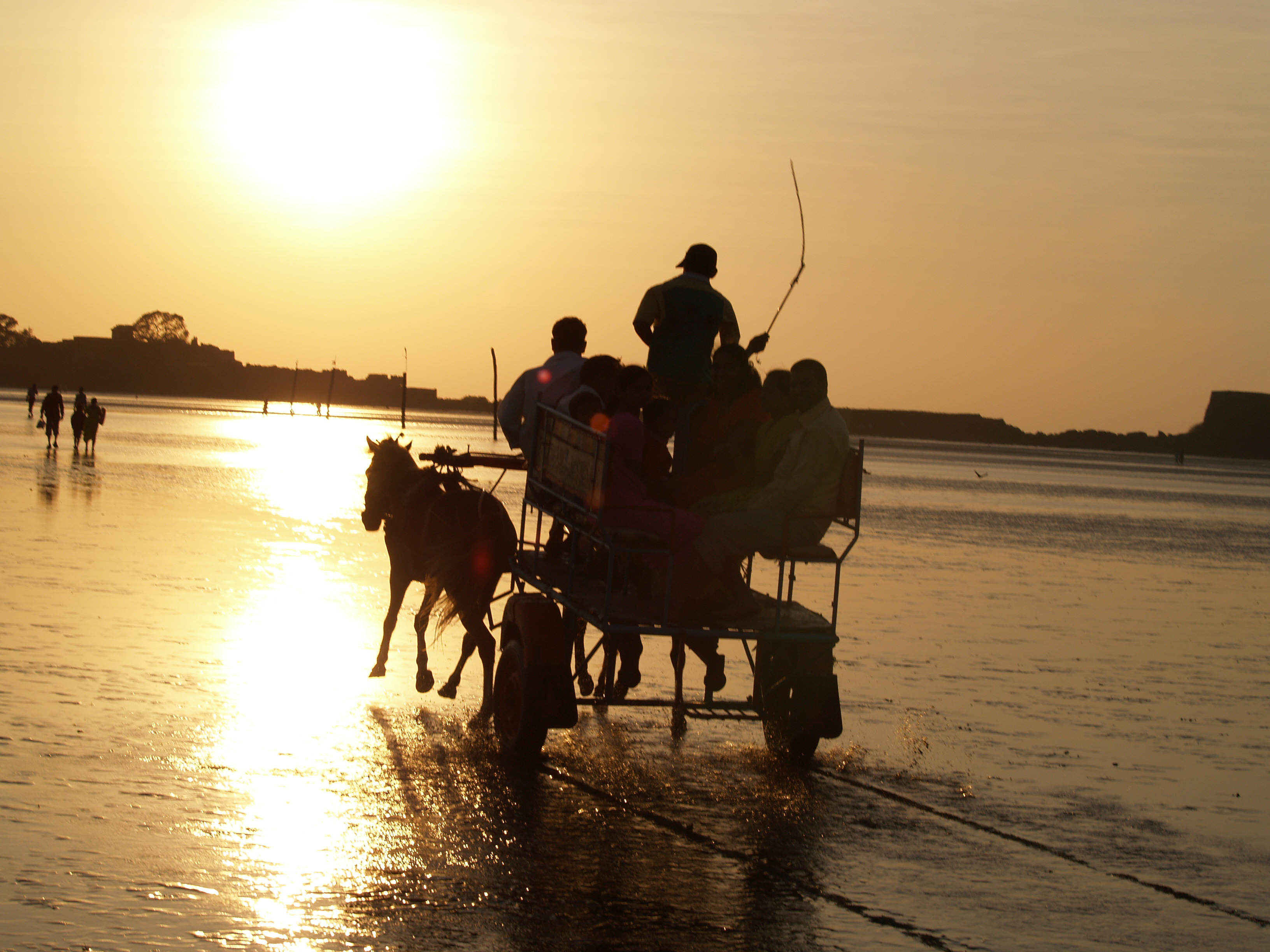
Capvespre a Alibag
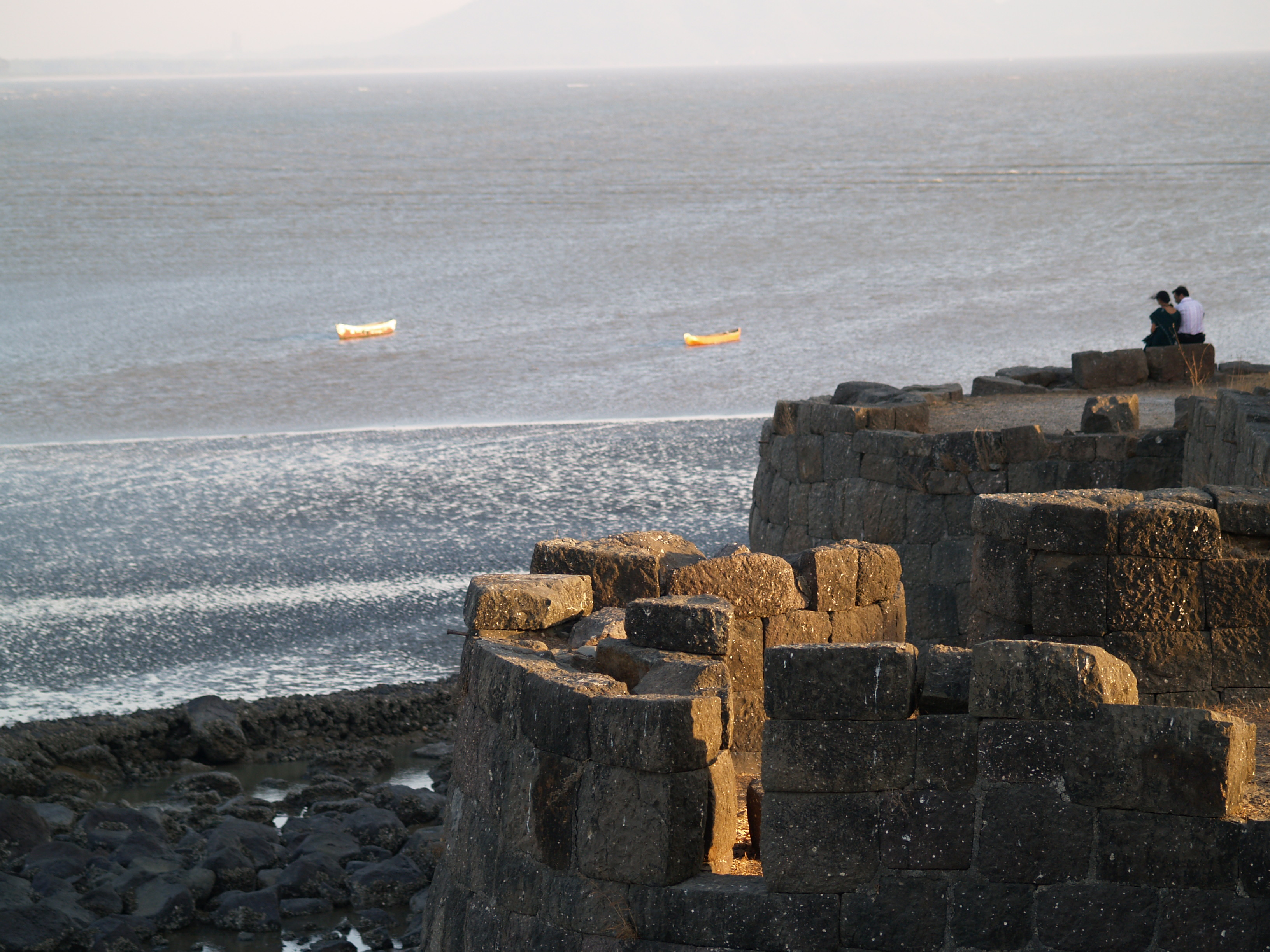
Fort
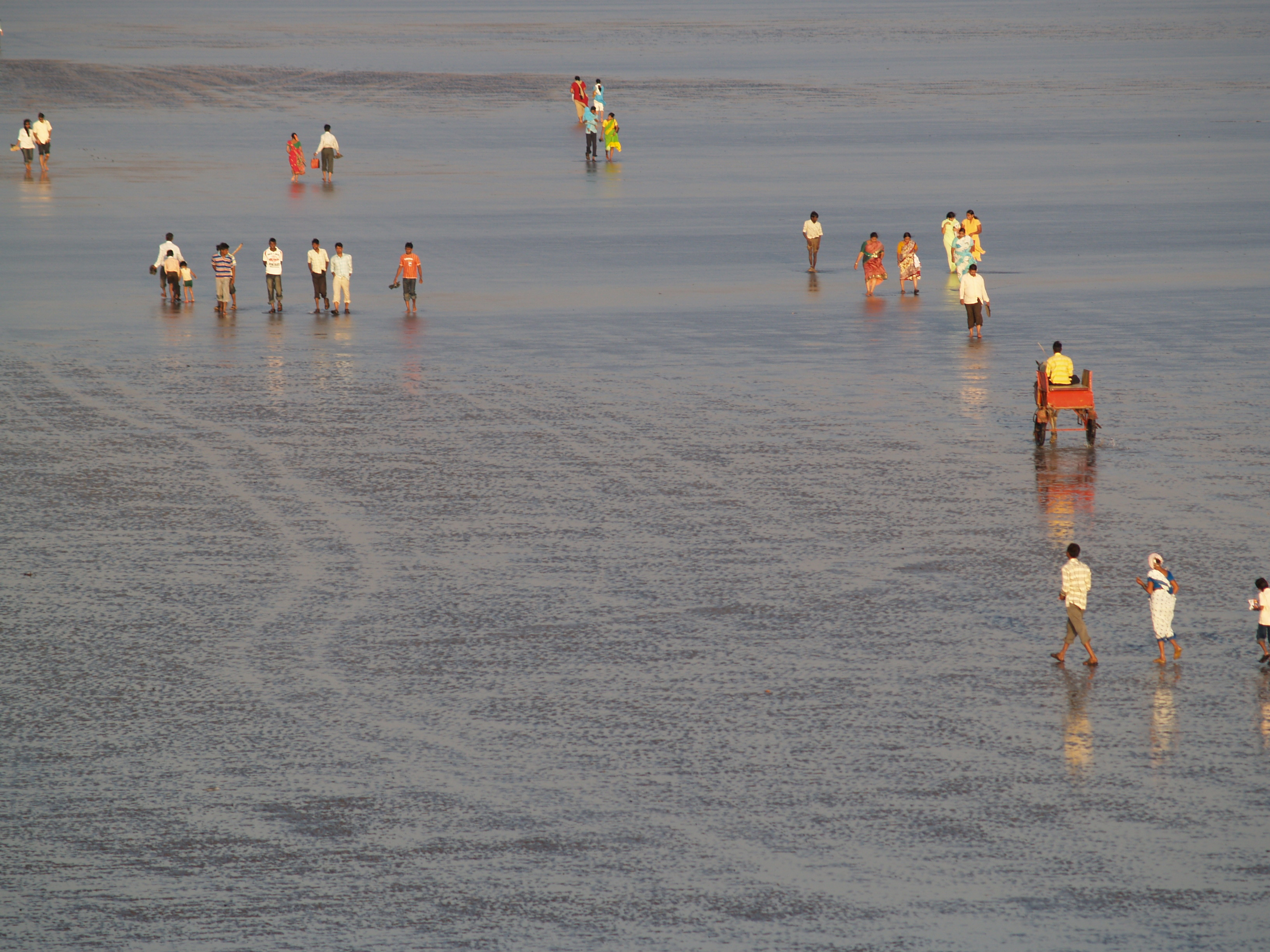
Platja
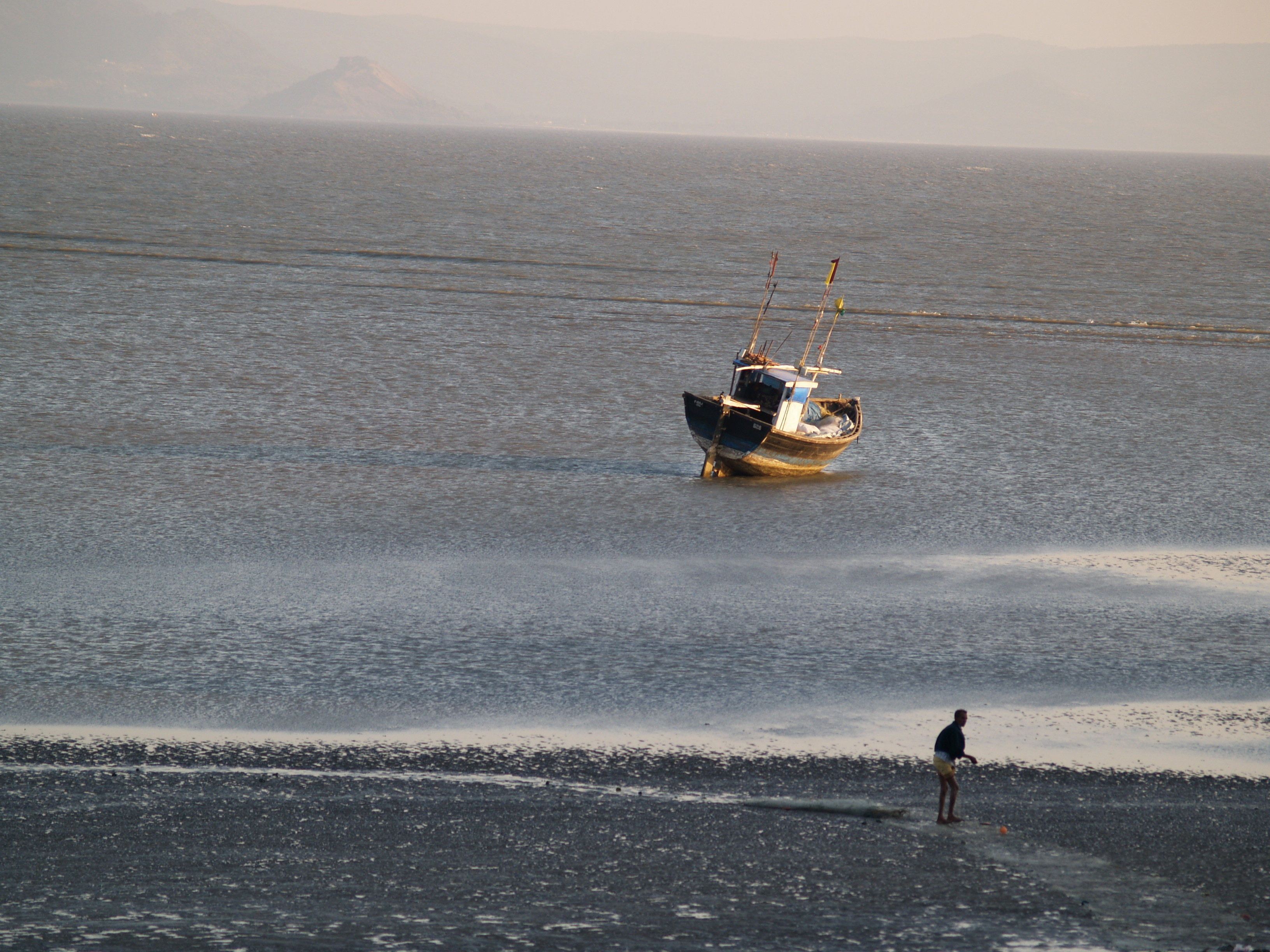
Pesca

## Altres llocs
- Fort de Kolaba a uns 2 km d'Alibag
- Temple de Kanakeshwar a Mapgaon, a uns 12 km
- Torre de Santa Barbara
- Chaul, ciutat històrica a 15 km, amb ruïnes portugueses, sinagoga, coves budistes, i alguns temples
- Temple de Vikram Vinayak o de Birla a Salav a uns 20 km
- Sagargarh
- Samadhi de Kanhoji Angria
- Temple d'Uma o de Xiva (Maheshwar)
- Temple de Balaji
- Temple de Murud-Janjira a Janjira
- Datta Mandir, temple a 2 km de Chaul
- Hingulja Mandir, temple prop de Datta construït pels pandyes
- Observatori magnètic construït el 1904 per l'Institut Indi de Geomagnetisme